# Nemzeti park igazgatóság
A nemzeti park igazgatóságok az országos jelentőségű védett (természetvédelmi) területek kezelésért felelős állami szervek Magyarországon, melyek 1996-tól vették át ezt a feladatot az addigi természetvédelmi igazgatóságoktól. Működési területüket (az ország területének az igazgatóságok közötti felosztását) kormányrendelet határozza meg, és a megfelelő nemzeti park mellett a működési területükre eső valamennyi tájvédelmi körzet és országos jelentőségű természetvédelmi terület kezelését is ellátják. Tehát működési területük nem azonos a nemzeti parkok törzsterületével.

## Aggteleki Nemzeti Park Igazgatóság
Az Aggteleki Nemzeti Park Igazgatóság működési területe:
- Borsod-Abaúj-Zemplén vármegye területéből a Sajó, a Hernád és az országhatár által bezárt terület,
- továbbá az alábbi települések közigazgatási területe: Abaújalpár, Abaújkér, Abaújszántó, Abaújvár, Alsóberecki, Alsódobsza, Alsóregmec, Arka, Baskó, Bekecs, Bodroghalom, Bodrogkeresztúr, Bodrogkisfalud, Bodrogolaszi, Boldogkőújfalu, Boldogkőváralja, Bózsva, Cigánd, Dámóc, Erdőbénye, Erdőhorváti, Felsőberecki, Felsődobsza, Felsőregmec, Filkeháza, Fony, Füzér, Füzérkajata, Füzérkomlós, Füzérradvány, Gesztely, Golop, Gönc, Göncruszka, Györgytarló, Háromhuta, Hejce, Hercegkút, Hernádbűd, Hernádcéce, Hernádkércs, Hollóháza, Karcsa, Karos, Kéked, Kenézlő, Kishuta, Kisrozvágy, Komlóska, Korlát, Kovácsvágás, Lácacséke, Legyesbénye, Mád, Makkoshotyka, Megyaszó, Mezőzombor, Mikóháza, Mogyoróska, Monok, Nagyhuta, Nagykinizs, Nagyrozvágy, Nyíri, Olaszliszka, Pácin, Pálháza, Pányok, Pere, Pusztafalu, Rátka, Regéc, Révleányvár, Ricse, Sárazsadány, Sárospatak, Sátoraljaújhely, Semjén, Sima, Sóstófalva, Szegi, Szegilong, Szentistvánbaksa, Szerencs, Tállya, Tarcal, Telkibánya, Tiszacsermely, Tiszakarád, Tiszaladány, Tokaj, Tolcsva, Újcsanálos, Vágáshuta, Vajdácska, Vámosújfalu, Vilmány, Vilyvitány, Viss, Vizsoly, Zalkod, Zemplénagárd és Zsujta.

Az igazgatóság kezelésében levő, országos jelentőségű védett természeti területek:
Nemzeti park
- Aggteleki Nemzeti Park

Tájvédelmi körzetek
- Tokaj–Bodrogzug Tájvédelmi Körzet
- Zempléni Tájvédelmi Körzet

Természetvédelmi területek
- Abaújkéri Sóstó-legelő Természetvédelmi Terület
- Edelényi Nőszirmos Természetvédelmi Terület
- Keleméri Mohos-tavak Természetvédelmi Terület
- Long-erdő Természetvédelmi Terület
- Rudabányai Őshominoidea Lelőhely Természetvédelmi Terület

Az igazgatóság Jósvafőn található. Címe: 3758 Jósvafő, Tengerszem oldal 1.

## Balaton-felvidéki Nemzeti Park Igazgatóság
A Balaton-felvidéki Nemzeti Park Igazgatóság működési területe:
- Veszprém vármegye,
- Győr-Moson-Sopron vármegye területén: Bakonygyirót, Bakonyszentlászló, Fenyőfő, Románd, Sikátor, Veszprémvarsány települések teljes közigazgatási területe,
- Zala vármegye területe – kivéve: Csöde, Felsőszenterzsébet, Magyarföld, Szentgyörgyvölgy, Zalalövő települések teljes közigazgatási területe,
- Somogy vármegye területén: Ádánd, Nagyberény, Nyim, Som, Szőkedencs települések teljes közigazgatási területe,
- valamint a Balaton Kiemelt Üdülőkörzetbe tartozó települések, kivéve Marcali település teljes közigazgatási területét.

Az igazgatóság a Közép-dunántúli Természetvédelmi Igazgatóság jogutódja.
Az igazgatóság kezelésében levő, országos jelentőségű védett természeti területek:
Nemzeti park
- Balaton-felvidéki Nemzeti Park

Tájvédelmi körzetek
- Magas-bakonyi Tájvédelmi Körzet
- Mura-menti Tájvédelmi Körzet
- Somló Tájvédelmi Körzet

Természetvédelmi területek
- Attyai-láprét Természetvédelmi Terület
- Bakonygyepesi Zergebogláros Természetvédelmi Terület
- Balatonfüredi-erdő Természetvédelmi Terület
- Balatonkenesei Tátorjános Természetvédelmi Terület
- Darvas-tói Bauxitlencse Természetvédelmi Terület
- Devecseri Széki-erdő Természetvédelmi Terület
- Farkasgyepűi Kísérleti Erdő Természetvédelmi Terület
- Fenyőfői Ősfenyves Természetvédelmi Terület
- Hévízi-tó Természetvédelmi Terület
- Hódoséri Ciklámenes Természetvédelmi Terület
- Keszthelyi Kastélypark Természetvédelmi Terület
- Látrány-puszta Természetvédelmi Terület
- Sárosfői Halastavak Természetvédelmi Terület
- Somlóvásárhelyi Holt-tó Természetvédelmi Terület
- Sümegi Mogyorós-dombi Természetvédelmi Terület
- Szentgáli Tiszafás Természetvédelmi Terület
- Tapolcafői Láprét Természetvédelmi Terület
- Tapolcai-tavasbarlang Felszíne Természetvédelmi Terület
- Uzsai Csarabos Természetvédelmi Terület
- Úrkúti Őskarszt Természetvédelmi Terület
- Várpalotai Homokbánya Természetvédelmi Terület
- Zalakomári Madárrezervátum Természetvédelmi Terület
- Zirci Arborétum Természetvédelmi Terület

Az igazgatóság Csopakon található. Címe: 8229 Csopak, Kossuth u. 16.

## Bükki Nemzeti Park Igazgatóság
A Bükki Nemzeti Park Igazgatóság működési területe:
- Borsod-Abaúj-Zemplén vármegye területe - kivéve az Aggteleki Nemzeti Park Igazgatóság működési területe,
- Heves vármegye,
- Nógrád vármegye,
- Szabolcs-Szatmár-Bereg vármegye területén: a Kesznyéteni Tájvédelmi Körzet területe Tiszadob községhatárban,
- Jász-Nagykun-Szolnok vármegye területén: a Hevesi Füves Puszták Tájvédelmi Körzet területe Jászivány községhatárban.

Az igazgatóság kezelésében levő, országos jelentőségű védett természeti területek:
Nemzeti park
- Bükki Nemzeti Park

Tájvédelmi körzetek
- Borsodi Mezőség Tájvédelmi Körzet
- Hevesi Füves Puszták Tájvédelmi Körzet
- Hollókői Tájvédelmi Körzet
- Karancs–Medves Tájvédelmi Körzet
- Kelet-cserhát Tájvédelmi Körzet
- Kesznyéteni Tájvédelmi Körzet
- Lázbérci Tájvédelmi Körzet
- Mátrai Tájvédelmi Körzet
- Tarnavidéki Tájvédelmi Körzet

Természetvédelmi területek
- Erdőtelki Égerláp Természetvédelmi Terület
- Erdőtelki Arborétum Természetvédelmi Terület
- Kerecsendi-erdő Természetvédelmi Terület
- Kőlyuk-tető Természetvédelmi Terület
- Gyöngyösi Sár-hegy Természetvédelmi Terület
- Siroki Nyírjes-tó Természetvédelmi Terület
- Szőllőskei-erdő Természetvédelmi Terület
- Szomolyai Kaptárkövek Természetvédelmi Terület
- Ipolytarnóci Ősmaradványok Természetvédelmi Terület
- Sóshartyáni Hencse-hegy Természetvédelmi Terület
- Márkházapusztai Természetvédelmi Terület
- Tardi Legelő Természetvédelmi Terület

Az igazgatóság az Egerhez tartozó Felnémeten található. Címe: 3304 Eger, Sánc u. 6.

## Duna–Dráva Nemzeti Park Igazgatóság
A Duna–Dráva Nemzeti Park Igazgatóság működési területe:
- Baranya vármegye,
- Somogy vármegye területe – kivéve: Ádánd, Nagyberény, Nyim, Som, Szőkedencs települések teljes közigazgatási területe, valamint a Balaton Kiemelt Üdülőkörzetbe tartozó települések, kivéve Marcali település teljes közigazgatási területét.
- Tolna vármegye,
- Bács-Kiskun vármegye területén: Bátmonostor, Csátalja, Dávod, Dunafalva, Hercegszántó, Nagybaracska, Szeremle települések teljes közigazgatási területe, illetve Baja, Érsekcsanád, Fajsz, Sükösd településhatárokban a Duna–Dráva Nemzeti Park törzsterülete,
- Fejér vármegye területén: a Dél-Mezőföld Tájvédelmi Körzet területe Alsószentiván, Cece, Vajta községhatárokban.

Az igazgatóság kezelésében levő, országos jelentőségű védett természeti területek:
Nemzeti park
- Duna–Dráva Nemzeti Park

Tájvédelmi körzetek
- Boronka-melléki Tájvédelmi Körzet
- Dél-Mezőföld Tájvédelmi Körzet
- Kelet-Mecsek Tájvédelmi Körzet
- Nyugat-Mecsek Tájvédelmi Körzet
- Zselici Tájvédelmi Körzet

Természetvédelmi területek
- Babócsai Basa-kert Természetvédelmi Terület
- Baláta-tó
- Bölcskei Nőszirmos Természetvédelmi Terület
- Bükkhát Erdőrezervátum Természetvédelmi Terület
- Csokonyavisontai Fás Legelő Természetvédelmi Terület
- Csombárdi-rét Természetvédelmi Terület
- Dávodi Földvári-tó Természetvédelmi Terület
- Dunaszekcsői Löszfal Természetvédelmi Terület
- Dunaszentgyörgyi-láperdő Természetvédelmi Terület
- Fekete-hegy Természetvédelmi Terület
- Kapszeg-tó Természetvédelmi Terület
- Mohácsi Történelmi Emlékhely Természetvédelmi Terület
- Nagy-mező, Arany-hegy Természetvédelmi Terület
- Pacsmagi-tavak Természetvédelmi Terület
- Rinyaszentkirályi-erdő Természetvédelmi Terület
- Szakadáti Legelő Természetvédelmi Terület
- Szársomlyó Természetvédelmi Terület
- Szentegáti-erdő Természetvédelmi Terület
- Villányi Templom-hegy Természetvédelmi Terület

Az igazgatóság Pécsett található. Címe: 7625 Pécs, Tettye tér 9.

## Duna–Ipoly Nemzeti Park Igazgatóság
A Duna–Ipoly Nemzeti Park Igazgatóság működési területe:
- Budapest főváros,
- Fejér vármegye,
- Komárom-Esztergom vármegye,
- Pest vármegye,
- Nógrád vármegye területén: a Duna–Ipoly Nemzeti Park területe, Balassagyarmat, Borsosberény, Dejtár, Diósjenő, Drégelypalánk, Hont, Ipolyvece, Nagyoroszi, Nógrád, Patak községhatárokban,
- Jász-Nagykun-Szolnok vármegye területén: a Tápió–Hajta Vidéke Tájvédelmi Körzet területe Újszász községhatárban.

Az igazgatóság kezelésében levő, országos jelentőségű védett természeti területek:
Nemzeti park
- Duna–Ipoly Nemzeti Park

Tájvédelmi körzetek
- Budai Tájvédelmi Körzet
- Gerecsei Tájvédelmi Körzet
- Gödöllői Dombvidék Tájvédelmi Körzet
- Ócsai Tájvédelmi Körzet
- Sárréti Tájvédelmi Körzet
- Sárvíz-völgye Tájvédelmi Körzet
- Tápió–Hajta Vidéke Tájvédelmi Körzet
- Vértesi Tájvédelmi Körzet

Természetvédelmi területek
- Adonyi Természetvédelmi Terület
- Alcsúti Arborétum Természetvédelmi Terület
- Belsőbárándi Tátorjános Természetvédelmi Terület
- Budakalászi Kemotaxonómiai Arborétum Természetvédelmi Terület
- Budapesti Botanikuskert Természetvédelmi Terület
- Ceglédi-rét Természetvédelmi Terület
- Csévharaszti Borókás Természetvédelmi Terület
- Dabasi Turjános Természetvédelmi Terület
- Dinnyési-fertő Természetvédelmi Terület
- Dunaalmási Kőfejtő Természetvédelmi Terület
- Érdi Kakukk-hegy Természetvédelmi Terület
- Fóti-Somlyó Természetvédelmi Terület
- Gellért-hegy Természetvédelmi Terület
- Gödöllői Királyi Kastélypark Természetvédelmi Terület
- Háros-szigeti Ártéri-erdő Természetvédelmi Terület
- Jókai-kert Természetvédelmi Terület
- Martonvásári Kastélypark Természetvédelmi Terület
- Magyarország Földrajzi Középpontja Természetvédelmi Terület
- Pákozdi-ingókövek természetvédelmi terület
- Pál-völgyi-barlang Felszíne Természetvédelmi Terület
- Peregi Parkerdő Természetvédelmi Terület
- Rácalmási-szigetek Természetvédelmi Terület
- Rétszilasi-tavak Természetvédelmi Terület
- Sas-hegy Természetvédelmi Terület
- Székesfehérvári Homokbánya Természetvédelmi Terület
- Szemlő-hegyi-barlang Felszíne Természetvédelmi Terület
- Szentendrei Rózsa Termőhelye Természetvédelmi Terület
- Tatai Kálvária-domb Természetvédelmi Terület
- Turai-legelő Természetvédelmi Terület
- Vácrátóti Arborétum Természetvédelmi Terület
- Velencei-tavi madárrezervátum Természetvédelmi Terület
- Vértesszőlősi előembertelep természetvédelmi terület

Az igazgatóság Budapesten, a Jókai-kertben található. Címe: 1121 Budapest Költő u. 21.

## Fertő–Hanság Nemzeti Park Igazgatóság
A Fertő–Hanság Nemzeti Park Igazgatóság működési területe:
- Győr-Moson-Sopron vármegye területe – kivéve: Bakonygyirót, Bakonyszentlászló, Fenyőfő, Románd, Sikátor, Veszprémvarsány települések teljes közigazgatási területe,
- Komárom-Esztergom vármegye területén: a Pannonhalmi Tájvédelmi Körzet területe Komárom községhatárban,
- Vas vármegye területén: a Fertő–Hanság Nemzeti Park területe Vámoscsalád és Nagygeresd községhatárokban.

Az igazgatóság kezelésében levő, országos jelentőségű védett természeti területek:
Nemzeti park
- Fertő–Hanság Nemzeti Park

Tájvédelmi körzetek
- Pannonhalmi Tájvédelmi Körzet
- Soproni Tájvédelmi Körzet
- Szigetközi Tájvédelmi Körzet

Természetvédelmi területek
- Bécsi-domb Természetvédelmi Terület
- Ikva-patak menti Természetvédelmi Terület
- Liget-patak menti Természetvédelmi Terület
- Nagycenki Hársfasor Természetvédelmi Terület
- Pannonhalmi Arborétum Természetvédelmi Terület
- Soproni Botanikus Kert Természetvédelmi Terület

Az igazgatóság Sarródon a Kócsagvárban található. Címe: 9435 Sarród Rév, Kócsagvár.

## Hortobágyi Nemzeti Park Igazgatóság
A Hortobágyi Nemzeti Park Igazgatóság működési területe:
- Hajdú-Bihar vármegye,
- Jász-Nagykun-Szolnok vármegye, kivéve a Kiskunsági Nemzeti Park területe Tiszasas községhatárban, a Hevesi Füves Puszták Tájvédelmi Körzet területe Jászivány községhatárban, a Tápió–Hajta Vidéke Tájvédelmi Körzet területe Újszász községhatárban, a Körös–Maros Nemzeti Park területe Túrkeve, Kisújszállás, Kunszentmárton, Mesterszállás, Mezőtúr, Öcsöd, Szelevény és Tiszaföldvár községhatárokban,
- Szabolcs-Szatmár-Bereg vármegye, kivéve a Kesznyéteni Tájvédelmi Körzet területe Tiszadob községhatárban,
- Heves vármegye területén: a Közép-tiszai Tájvédelmi Körzet területe Kisköre és Pély községhatárban, a Hortobágyi Nemzeti Park területe Poroszló, Újlőrincfalva községhatárokban,
- Bács-Kiskun vármegye területén: a Közép-tiszai Tájvédelmi Körzet területe Lakitelek, Tiszakécske és Tiszaug községhatárokban,
- Borsod-Abaúj-Zemplén vármegye területén: a Tiszatelek-Tiszaberceli Ártér Természetvédelmi Terület területe Tiszakarád, Tiszacsermely községhatárokban, a Tiszadorogmai Göbe-erdő Természetvédelmi Terület területe Tiszadorogma községhatárban, a Hortobágyi Nemzeti Park területe Ároktő, Négyes, Tiszabábolna, Tiszavalk községhatárokban.

Az igazgatóság kezelésében levő, országos jelentőségű védett természeti területek:
Nemzeti park
- Hortobágyi Nemzeti Park

Tájvédelmi körzetek
- Bihari-sík Tájvédelmi Körzet
- Hajdúsági Tájvédelmi Körzet
- Közép-tiszai Tájvédelmi Körzet
- Szatmár-beregi Tájvédelmi Körzet

Természetvédelmi területek
- Baktalórántházi Erdő Természetvédelmi Terület
- Bátorligeti Ősláp Természetvédelmi Terület
- Bihari-legelő Természetvédelmi Terület
- Cégénydányádi Park Természetvédelmi Terület
- Debreceni Nagyerdő Természetvédelmi Terület
- Hajdúbagosi földikutya-rezervátum természetvédelmi terület
- Hencidai Csere-erdő Természetvédelmi Terület
- Kállósemjéni Mohos-tó Természetvédelmi Terület
- Kecskeri puszta Természetvédelmi Terület
- Tiszadobi-ártér Természetvédelmi Terület
- Tiszadorogmai Göbe-erdő Természetvédelmi Terület
- Tiszaigari Arborétum Természetvédelmi Terület
- Tiszakürti Arborétum Természetvédelmi Terület
- Tiszatelek-Tiszaberceli Ártér Természetvédelmi Terület
- Tiszavasvári Fehér-szik Természetvédelmi Terület
- Vajai-tó Természetvédelmi Terület
- Zádor-híd és Környéke Természetvédelmi Terület

Az igazgatóság Debrecenben található. Címe: 4024, Debrecen, Sumen u. 2.

## Kiskunsági Nemzeti Park Igazgatóság
A Kiskunsági Nemzeti Park Igazgatóság működési területe:
- Bács-Kiskun vármegye területe – kivéve Bátmonostor, Csátalja, Dávod, Dunafalva, Hercegszántó, Nagybaracska, Szeremle települések teljes közigazgatási területe, illetve Baja, Érsekcsanád, Fajsz, Sükösd településhatárokban a Duna-Dráva Nemzeti Park törzsterülete,
- Csongrád-Csanád vármegye területén
  - az alábbi települések közigazgatási területe: Algyő, Ásotthalom, Baks, Balástya, Bordány, Csanytelek, Csongrád, Csengele, Dóc, Domaszék, Felgyő, Forráskút, Kistelek, Mórahalom, Ópusztaszer, Öttömös, Pusztamérges, Pusztaszer, Röszke, Ruzsa, Sándorfalva, Szatymaz, Szeged (kivéve a Körös-Maros Nemzeti Park területe Szeged városhatárában), Tiszasziget, Tömörkény, Újszentiván, Üllés, Zákányszék, Zsombó,
  - a Mártélyi Tájvédelmi Körzet területe: Mindszent és Hódmezővásárhely községhatárokban,
  - a Pusztaszeri Tájvédelmi Körzet területe: Szentes községhatárban,
- Jász-Nagykun-Szolnok vármegye területén: a Kiskunsági Nemzeti Park területe Tiszasas községhatárban,
- Pest vármegye területén: a Kiskunsági Nemzeti Park területe Apaj, Kiskunlacháza, Tatárszentgyörgy és Bugyi községhatárokban.

Az igazgatóság kezelésében levő, országos jelentőségű védett természeti területek:
Nemzeti park
- Kiskunsági Nemzeti Park

Tájvédelmi körzetek
- Mártélyi Tájvédelmi Körzet
- Pusztaszeri Tájvédelmi Körzet

Természetvédelmi területek
- Ásotthalmi Láprét Természetvédelmi Terület
- Bácsalmási Gyapjas Gyűszűvirág Termőhelye Természetvédelmi Terület
- Császártöltési Vörös-mocsár Természetvédelmi Terület
- Csólyospálosi Réti Mészkő Feltárás Természetvédelmi Terület
- Érsekhalmi Hétvölgy Természetvédelmi Terület
- Hajósi Homokpuszta Természetvédelmi Terület
- Hajósi Kaszálók és Löszpartok Természetvédelmi Terület
- Kéleshalmi Homokbuckák Természetvédelmi Terület
- Kiskőrösi Turjános Természetvédelmi Terület
- Kiskunhalas, Fejetéki-mocsár Természetvédelmi Terület
- Kunfehértói Holdrutás Erdő Természetvédelmi Terület
- Kunpeszéri Szalag-erdő Természetvédelmi Terület
- Péteri-tó Természetvédelmi Terület
- Pusztaszeri Fülöp-szék Természetvédelmi Terület
- Pusztaszeri Hétvezér Emlékmű Természetvédelmi Terület
- Szelidi-tó természetvédelmi terület

Az igazgatóság Kecskeméten található. Címe: 6000 Kecskemét, Liszt F. u. 19.

## Körös–Maros Nemzeti Park Igazgatóság
A Körös–Maros Nemzeti Park Igazgatóság működési területe:
- Békés vármegye,
- Jász-Nagykun-Szolnok vármegye területén: a Körös–Maros Nemzeti Park területe Túrkeve, Kisújszállás, Kunszentmárton, Mesterszállás, Mezőtúr, Öcsöd, Szelevény és Tiszaföldvár községhatárokban.
- Csongrád-Csanád vármegye területén
  - az alábbi települések közigazgatási területe: Ambrózfalva, Apátfalva, Árpádhalom, Csanádalberti, Csanádpalota, Derekegyház, Deszk, Eperjes, Fábiánsebestyén, Ferencszállás, Földeák, Hódmezővásárhely (kivéve a Mártélyi Tájvédelmi Körzet területe), Királyhegyes, Kiszombor, Klárafalva, Kövegy, Kübekháza, Magyarcsanád, Makó, Maroslele, Mártély, Mindszent (kivéve a Mártélyi Tájvédelmi Körzet területe), Nagyér, Nagylak, Nagymágocs, Nagytőke, Óföldeák, Pitvaros, Szegvár, Szentes (kivéve a Pusztaszeri Tájvédelmi Körzet területe), Székkutas,
  - valamint a Körös–Maros Nemzeti Park területe Szeged községhatárban.

Az igazgatóság kezelésében levő, országos jelentőségű védett természeti területek:
Nemzeti park
- Körös–Maros Nemzeti Park

Természetvédelmi területek
- Dénesmajori Csigáserdő Természetvédelmi Terület
- Szarvasi Arborétum Természetvédelmi Terület
- Szarvasi Történelmi Emlékpark Természetvédelmi Terület

Az igazgatóság Szarvason található. Címe: 5540 Szarvas, Anna-liget 1.

## Őrségi Nemzeti Park Igazgatóság
Az Őrségi Nemzeti Park Igazgatóság működési területe:
- Vas vármegye területe – kivéve a Fertő–Hanság Nemzeti Park Vámoscsalád és Nagygeresd községhatárok közé eső területét,
- Zala vármegye területén: Csöde, Felsőszenterzsébet, Magyarföld, Szentgyörgyvölgy, Zalalövő települések teljes közigazgatási területe.

Az igazgatóság kezelésében levő, országos jelentőségű védett természeti területek:
Nemzeti park
- Őrségi Nemzeti Park

Tájvédelmi körzetek
- Kőszegi Tájvédelmi Körzet
- Sághegyi Tájvédelmi Körzet

Természetvédelmi területek
- Jeli Arborétum Természetvédelmi Terület
- Kámoni Arborétum Természetvédelmi Terület
- Körmendi Kastélypark Természetvédelmi Terület
- Nemesmedves Történelmi Emlékhely Természetvédelmi Terület
- Sárvári Arborétum Természetvédelmi Terület
- Szelestei Kastélypark Természetvédelmi Terület

Az igazgatóság Őriszentpéteren található. Címe: 9941 Őriszentpéter, Városszer 57.

## Az igazgatóságok feladatai
A környezetvédelmi és természetvédelmi hatósági és igazgatási feladatokat ellátó szervek kijelöléséről szóló 71/2015 kormányrendelet 37. §-a értelmében a nemzeti park igazgatósága alaptevékenysége körében
- a) ellátja
  - aa) a védett és fokozottan védett természeti értékek, védett és fokozottan védett természeti területek, a Natura 2000 területek és közösségi jelentőségű értékek, valamint a nemzetközi természetvédelmi egyezmény hatálya alá tartozó területek és értékek természetvédelmi kezelésével kapcsolatos feladatokat, kivéve azokat a feladatokat, amelyeket más szerv vagy természetes személy köteles ellátni,
  - ab) a vagyonkezelői feladatokat a vagyonkezelésében lévő állami tulajdonú vagyontárgyak tekintetében,
  - ac) a természetvédelemért felelős miniszter körzeti erdő- és vadgazdálkodási tervvel kapcsolatos jogkörét érintő előkészítő feladatokat,
  - ad) a természetvédelmi kutatással kapcsolatos feladatokat,
  - ae) az élőhelyek kialakításával és fenntartásával kapcsolatos feladatokat, valamint
  - af) a sérült, károsodott élőhelyek helyreállításával, valamint rehabilitációjával kapcsolatos feladatokat;
- b) vezeti a működési területén lévő védett természeti területek és természeti értékek, valamint az egyedi tájértékek nyilvántartását, gondoskodik a természetvédelmi célú nyilvántartások vezetéséhez szükséges elsődleges és másodlagos adatgyűjtésről, illetve működteti a feladatkörével összefüggő területi monitoring és információs rendszert, együttműködik más információs és ellenőrző rendszerekkel;
- c) közreműködik
  - ca) az erdővagyon-védelmi tevékenységben,
  - cb) a természetvédelmi szempontból védetté nem nyilvánított természetes növény- és állatvilág (vadászható vadfajok, fogható halfajok, az ősi hazai háziasított állatfajok, fajták és ezek génkészletei) védelmében;
- d) véleményezi a kiemelt térségre és a megyére készülő területfejlesztési koncepciót és programot, valamint területrendezési tervet, továbbá a településrendezési eszközöket;
- e) együttműködik a kulturális örökségvédelmi feladatkörrel rendelkező szervekkel azok külön jogszabályban meghatározott örökségvédelemmel kapcsolatos feladatainak ellátásában;
- f) kapcsolatot tart természetvédelmi kezelési feladatokat ellátó más szervezetekkel és természetes személyekkel;
- g) segítséget nyújt a természet védelmével kapcsolatos feladatok ellátásához a helyi önkormányzatoknak;
- h) kapcsolatot tart a vízügyi igazgatási és hatósági szervekkel a jogszabályokban meghatározott vízgazdálkodási és vízvédelmi feladatok terén.